# Livia (schimmelgeslacht)
Livia is een monotypisch geslacht van schimmels uit de orde Helotiales. Het bevat alleen Livia aurea.